# Lampaul-Plouarzel
Lampaul-Plouarzel is een gemeente in het Franse departement Finistère (regio Bretagne). De plaats maakt deel uit van het arrondissement Brest. Lampaul-Plouarzel telde op 1 januari 2022 2.176 inwoners.

## Geografie
De oppervlakte van Lampaul-Plouarzel bedroeg op 1 januari 2022 4,04 vierkante kilometer; de bevolkingsdichtheid was toen 538,6 inwoners per km².

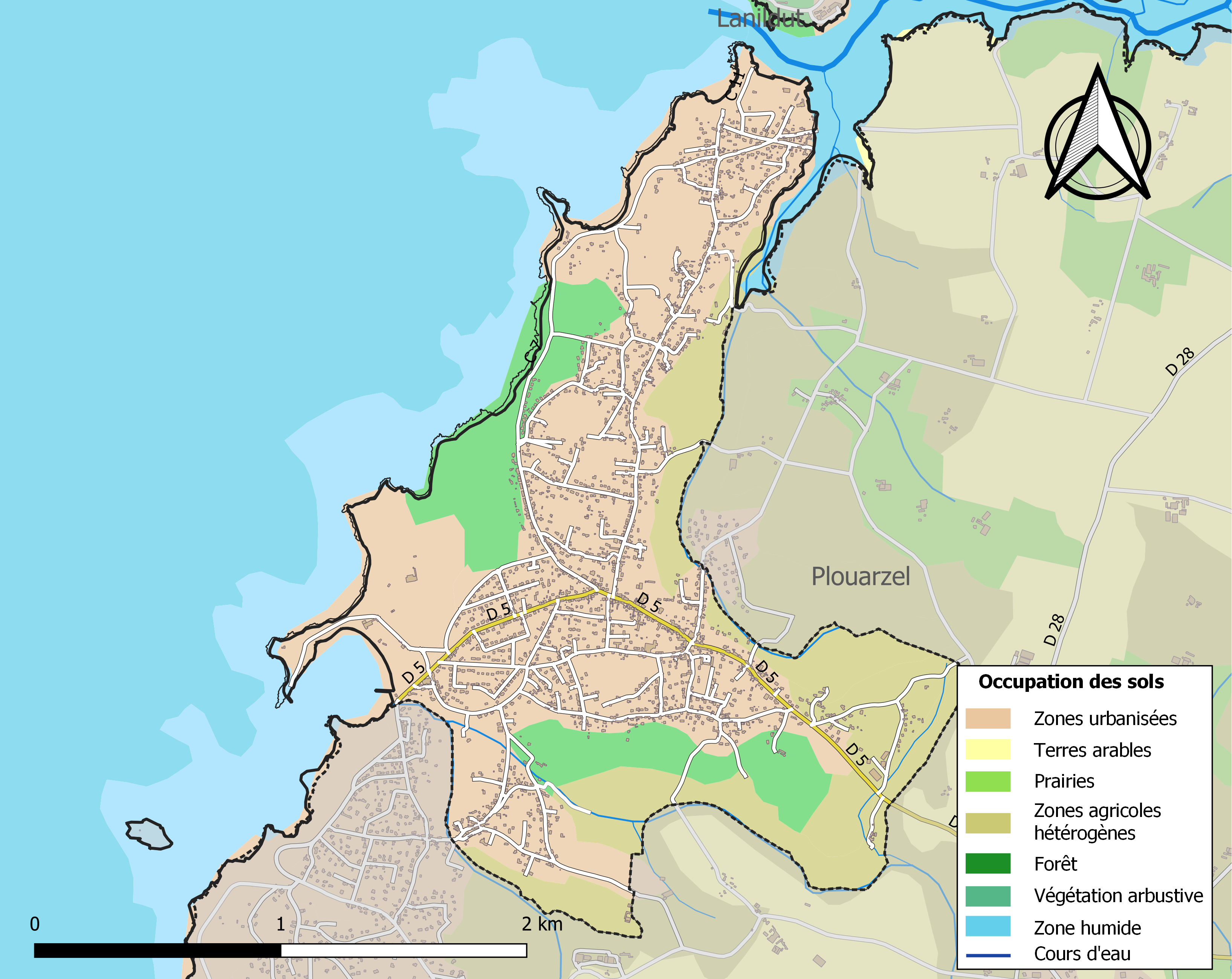
Kaart van de gemeente met belangrijkste infrastructuur, bodemgebruik en omliggende gemeenten

## Demografie
Onderstaande figuur toont het verloop van het inwonertal (bron: INSEE-tellingen).